# Alopecurus ovatus
Alopecurus ovatus — вид трав'янистих рослин родини тонконогові (Poaceae), поширений у Північній Америці (Гренландія, Канада, Аляска) та Євразії (пн.-азійська Росія, Шотландія, Шпіцберген). Етимологія: лат. ovatus — «овальний, яйцеподібний».

## Таксономічні примітки
Alopecurus ovatus належить до невеликої групи видів, включаючи один вид в південній частині Південної Америки, A. magellanicus і, щонайменше, трьох видів в північній півкулі, циркумполярних A. ovatus вузько амфіберингієвого A. stejnegeri й амфітихоокеанського A. glaucus. Багато американських авторів вважають, що вся група — один поліморфний вид. Soreng et al. (2003), а потім Crins (2007) об'єднали рослини північної півкулі як A. alpinus. Ці автори, ймовірно, не знають про першочергову назву А. ovatus. Однак поділ північних рослин на види найбільш підхожий з огляду на відому морфологічну мінливість. Alopecurus ovatus і його родичі всі мають високі й нестабільні числа хромосом в діапазоні 2n = ≈70–≈150. Такі числа часто є типовими для трав з безстатевим розмноженням насіння. Проте це не стосується цього виду й роду Alopecurus. 
Правильна наукова назва виду була предметом обговорення досить тривалий час. Якщо ми вважаємо американську назву A. magellanicus Lam. 1791 неприйнятною, то назва A. alpinus Sm. 1803 стосується цеї рослини. Однак, більш рання валідна назва A. alpinus Vill. 1786 стосується зовсім іншого виду західних Альп. Останні 2 десятиліття назва A. borealis Trin. 1820, заснована на берингійських зразках, застосовується до цеї рослини. Однак більш ранньою є назва цього виду A. ovatus Knapp 1804, заснована на шотландських зразках.

## Опис
Це багаторічні трав'янисті рослини, які можуть формувати великі килими, завдяки горизонтальним, розгалуженим кореневищам, як правило, з гілками 5—15(20) см між повітряними пагонами. Основи стебел з деякими засохлими залишками листя. Стебла 7—25(50) см, прямі, гладкі й голі за винятком рідких волосин біля основи волоті. Листя плоске, звужене, гладке або злегка шорстке на жилках. Прикореневі листки 5—10(13) см завдовжки, 3—5(7) мм шириною, зелені. Стеблових листків (над засохлими прикореневими листками), як правило, два. „Стяговий листок“ 1—3(4) см, а іноді й зводиться тільки до листової оболонки, прикріплений на нижній 1/3 стебла. Лігули 1—2 мм, тупі.
Одиниці суцвіття Poaceae — колоски, майже завжди численні в волотях або колосовидих суцвіттях. Колоски складаються з 2-х лусок (приквітки для колоска) і одної або кількох квіток. Квітки містять леми (нижні квіткові луски) і верхні квіткові луски.
Суцвіття — короткі, компактні, довгасті або циліндричні колоскоподібні волоті, 0.8—1.5 × 0.7—1.1 см. Волоть займає менш як 1/5—1/10 загальної довжини стебла, з численними вузлами й численними гілками в кожному вузлі. Гілки волоті дуже короткі (як правило, менше ніж 3 мм), але з кількома колосками. Колоски яйцеподібні, сильно стисле з боків, 3—4 × 1—1.5 мм, 1-квіткові. Обидві колоскові луски подібні, 3—4 мм, яйцеподібні, гострі, з вираженим, чорнуватим кілем, сірі або сірувато-зелені, але колір прихований повсюдними густими шовковистими білими волосками. Леми 2.5—3.5 мм, яйцеподібні, нечітко 3-жильні, зелені або сіро-зелені, й голі за винятком війкового кіля, з 2—4(5) мм остю. Верхні квіткові луски відсутні або дуже зменшені. Пиляки 1.3—2.5 мм, інтенсивно червоні на початку цвітіння. Плоди — однонасінні сім'янки.

## Відтворення
Статеве розмноження насінням; ефективне місцеве вегетативне розмноження шляхом клонального відтворення кореневищами, які ймовірно утворюють колонії, що охоплюють сотні або тисячі квадратних метрів і фрагментують. Насіння має дуже низькі показники проростання. Це не є несподіваним для довгоживучої килимотвірної рослини. Вид вітрозапильний, насіння формується регулярно.

## Поширення
Циркумполярний вид, але рідший у Північній Атлантиці, ніж в інших місцях. Вид відсутній в Ісландії, Фенноскандії й західних районах Північної Росії, але ізольовано зростає в Шотландії. 
Населяє вологі луки, неглибокі болота, осадові рівнини, мохову тундру. Залежить від вологи і, як правило росте на дрібнозернистих субстратах. Стебла можуть досягати 50 см у зволожених і вдобрених птахами луках. Ймовірно, байдужий до реакції ґрунту (рН).